# تناکس ۱
تناکس ۱ (به انگلیسی: Tenax I) یک دوربین عکاسی فیلم ۱۳۵ تک‌لنزی غیربازتابی ساخت شرکت کارل زایس است.